# Garrulax calvus
El charlatán calvo (Garrulax calvus) es una especie de ave paseriforme de la familia Leiothrichidae endémica de la isla de Borneo. Anteriormente se consideraba una subespecie del charlatán negro.

## Distribución y hábitat
Se encuentra únicamente en las montañas del norte de Borneo. Su hábitat natural son los bosques húmedos tropicales de montaña.